# Чинеєвський участок
Чине́євський участок (рос. Чинеевский участок) — селище у складі Юргамиського району Курганської області, Росія. Входить до складу Чинеєвської сільської ради.
Населення — 127 осіб (2010, 147 у 2002).